# Diocesi di Chimbote
La diocesi di Chimbote (in latino Dioecesis Cimbotiensis) è una sede della Chiesa cattolica in Perù suffraganea dell'arcidiocesi di Trujillo. Nel 2023 contava 649.000 battezzati su 739.000 abitanti. È retta dal vescovo Ángel Ernesto Zapata Bances, O.C.D.

## Territorio
La diocesi comprende tre province della regione peruviana di Ancash: Casma, Huarmey e Santa, nonché alcuni distretti delle province di Huaraz, Huaylas e Yungay.
Sede vescovile è la città di Chimbote, dove si trova la cattedrale di Nostra Signora del Carmelo e di San Pietro.
Il territorio è suddiviso in 52 parrocchie.

## Storia
La prelatura territoriale di Chimbote fu eretta il 26 novembre 1962 con la bolla Ecclesiae Propositum di papa Giovanni XXIII, ricavandone il territorio dalla diocesi di Huaraz.
Il 22 marzo 1983 per effetto del decreto Spirituali Christifidelium della Congregazione per i vescovi ha esteso la sua giurisdizione ai distretti di Huarmey, Pamparomas, Quillo, Cochabamba, Colcabamba, Huanchay, Pampas e Pariacoto, compresi in precedenza nella diocesi di Huaraz.
Il 6 aprile dello stesso anno la prelatura territoriale è stata elevata a diocesi con la bolla Pastoralis cura di papa Giovanni Paolo II.
Il 9 agosto 1991 furono uccisi nella diocesi i beati martiri Michał Tomaszek e Zbigniew Strzałkowski, entrambi frati minori conventuali e il 25 agosto dello stesso anno il beato martire Alessandro Dordi, vittime di Sendero Luminoso, d'ispirazione maoista.

## Cronotassi dei vescovi
Si omettono i periodi di sede vacante non superiori ai 2 anni o non storicamente accertati.
- James Edward Charles Burke, O.P. † (8 marzo 1965 - 2 giugno 1978 dimesso)
- Luis Armando Bambarén Gastelumendi, S.I. † (2 giugno 1978 - 4 febbraio 2004 ritirato)
- Ángel Francisco Simón Piorno (4 febbraio 2004 - 18 maggio 2022 ritirato)
- Ángel Ernesto Zapata Bances, O.C.D., dal 18 maggio 2022

## Statistiche
La diocesi nel 2023 su una popolazione di 739.000 persone contava 649.000 battezzati, corrispondenti all'87,8% del totale.
| anno | popolazione | popolazione | popolazione | presbiteri | presbiteri | presbiteri | presbiteri                | diaconi | religiosi | religiosi | parrocchie |
| anno | battezzati  | totale      | %           | numero     | secolari   | regolari   | battezzati per presbitero | diaconi | uomini    | donne     | parrocchie |
| ---- | ----------- | ----------- | ----------- | ---------- | ---------- | ---------- | ------------------------- | ------- | --------- | --------- | ---------- |
| 1966 | 190.000     | 210.000     | 90,5        | 34         | 5          | 29         | 5.588                     |         | 21        | 58        | 18         |
| 1970 | 180.000     | 220.000     | 81,8        | 46         | 20         | 26         | 3.913                     |         | 33        | 56        | 21         |
| 1976 | 187.000     | 280.000     | 66,8        | 54         | 35         | 19         | 3.462                     |         | 28        | 51        | 27         |
| 1980 | 247.000     | 360.000     | 68,6        | 34         | 12         | 22         | 7.264                     | 1       | 26        | 60        | 24         |
| 1990 | 434.000     | 460.000     | 94,3        | 49         | 29         | 20         | 8.857                     | 1       | 24        | 80        | 30         |
| 1999 | 570.000     | 677.000     | 84,2        | 45         | 21         | 24         | 12.666                    | 1       | 27        | 80        | 33         |
| 2000 | 570.000     | 655.000     | 87,0        | 45         | 21         | 24         | 12.666                    | 2       | 27        | 89        | 33         |
| 2001 | 570.000     | 655.000     | 87,0        | 43         | 30         | 13         | 13.255                    | 2       | 16        | 91        | 34         |
| 2002 | 570.000     | 655.000     | 87,0        | 47         | 32         | 15         | 12.127                    |         | 18        | 96        | 35         |
| 2003 | 570.000     | 655.000     | 87,0        | 41         | 27         | 14         | 13.902                    | 1       | 17        | 96        | 35         |
| 2004 | 570.000     | 655.000     | 87,0        | 42         | 30         | 12         | 13.571                    | 1       | 15        | 96        | 35         |
| 2006 | 550.000     | 655.000     | 84,0        | 54         | 40         | 14         | 10.185                    | 1       | 16        | 100       | 35         |
| 2013 | 606.500     | 710.000     | 85,4        | 62         | 49         | 13         | 9.782                     | 1       | 15        | 102       | 42         |
| 2016 | 597.758     | 680.050     | 87,9        | 62         | 46         | 16         | 9.641                     | 1       | 18        | 102       | 48         |
| 2019 | 616.900     | 701.680     | 87,9        | 58         | 41         | 17         | 10.636                    | 1       | 21        | 102       | 51         |
| 2021 | 635.800     | 723.190     | 87,9        | 66         | 56         | 10         | 9.633                     | 1       | 10        | 85        | 51         |
| 2023 | 649.000     | 739.000     | 87,8        | 67         | 56         | 11         | 9.686                     | 1       | 13        | 79        | 52         |